# Остроговицы
Острогови́цы — посёлок в Большеврудском сельском поселении Волосовского района Ленинградской области.

## История
На карте Ингерманландии А. И. Бергенгейма, составленной по шведским материалам 1676 года, обозначена мыза Ostrogowits.
На шведской «Генеральной карте провинции Ингерманландии» 1704 года как мыза Ostrogovitz hof и деревня Ostrogovitz bÿ.
Как деревня Остовицы она обозначена на «Географическом чертеже Ижорской земли» Адриана Шонбека 1705 года.
Затем на карте Санкт-Петербургской губернии Я. Ф. Шмидта 1770 года как деревня Остроговицы.
Согласно карте Санкт-Петербургской губернии Ф. Ф. Шуберта 1834 года деревня Остроговицы состояла из 30 дворов, а на её северной окраине находилась мыза Генерала Мезенцова.

ОСТРОГОВИЦЫ — мыза принадлежит наследникам генерал-майора Мезенцова, число жителей по ревизии: 8 м. п., 6 ж. п.

ОСТРОГОВИЦЫ — деревня принадлежит наследникам генерал-майора Мезенцова, число жителей по ревизии: 70 м. п., 90 ж. п. (1838 год)

В пояснительном тексте к этнографической карте Санкт-Петербургской губернии П. И. Кёппена 1849 года она записана как деревня Ostrogowitz (Остроговицы) и указано количество её жителей на 1848 год: савакотов — 6 м. п., 7 ж. п., всего 13 человек, русских — 145 человек.
Упоминается на карте профессора С. С. Куторги 1852 года как деревня Остроговицы, состоящая из 30 крестьянских дворов. Рядом с деревней обозначена ветряная мельница.

ОСТОРОГОВИЦЫ — деревня господ Мезенцовых, 10 вёрст почтовой, а остальное по просёлочной дороге, число дворов — 22, число душ — 60 м. п. (1856 год)

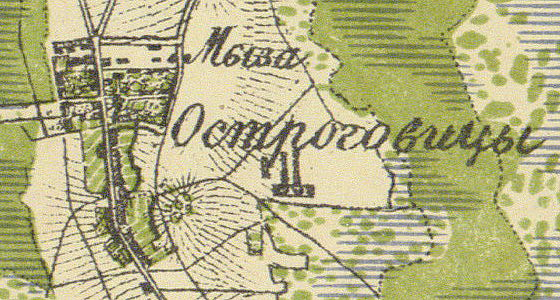
Деревня Остроговицы на карте 1860 года

ОСТРОГОВИЦЫ — мыза владельческая при колодце, по правую сторону 2-й Самерской дороги, число дворов — 4, число жителей: 17 м. п., 14 ж. п.;

ОСТРОГОВИЦЫ — деревня владельческая при колодце, по правую сторону 2-й Самерской дороги, число дворов — 22, число жителей: 78 м. п., 86 ж. п.; Часовня. (1862 год)

Согласно карте из «Исторического атласа Санкт-Петербургской Губернии» 1863 года на северной окраине деревни Остроговицы располагалась Мыза Коршина.
Согласно материалам по статистике народного хозяйства Ямбургского уезда 1887 года мыза Остроговицы площадью 941 десятина принадлежала купцу А. М. Виленкину, мыза была приобретена в 1886 году за 35 000 рублей. В мызе имелась оранжерея для выращивания персиков, водяная мельница сдавалась в аренду.
С 1889 по 1901 год деревня Остроговицы принадлежала адмиралу Василию Александровичу Стеценко.
По данным Первой переписи населения Российской империи 1897 года: 
- в Коложицском сельском обществе числилась мыза Остроговицы (Коршина) — штабс-ротмистра Михаила и генерал-майора Николая Владмировича Мезенцовых,
- в Остроговицском сельском обществе числилась деревня Остроговицы — 22 двора, 69 душ. При ней православная деревянная часовня Покрова Пресвятой Богородицы и мелочная лавка[15].

В конце XIX — начале XX века деревня административно относилась к Яблоницкой волости 1-го стана Ямбургского уезда Санкт-Петербургской губернии.
По данным «Памятных книжек Санкт-Петербургской губернии» за 1900 и 1905 годы мыза Остроговицы с пустошами насчитывала 300 десятин.
В 1917 году деревня входила в состав Яблоницкой волости Ямбургского уезда.
С 1917 по 1924 год деревня Остроговицы входила в состав Остроговицкого сельсовета Молосковицкой волости Кингисеппского уезда.
С 1924 года в составе Молосковицкого сельсовета.
Согласно данным переписи населения СССР 1926 года в деревне Остроговицы Молосковицкого сельсовета Молосковицкой волости Кингисеппского уезда проживали 159 человек, большинство русские, а также латыши.
С 1927 года в составе Молосковицкого района.

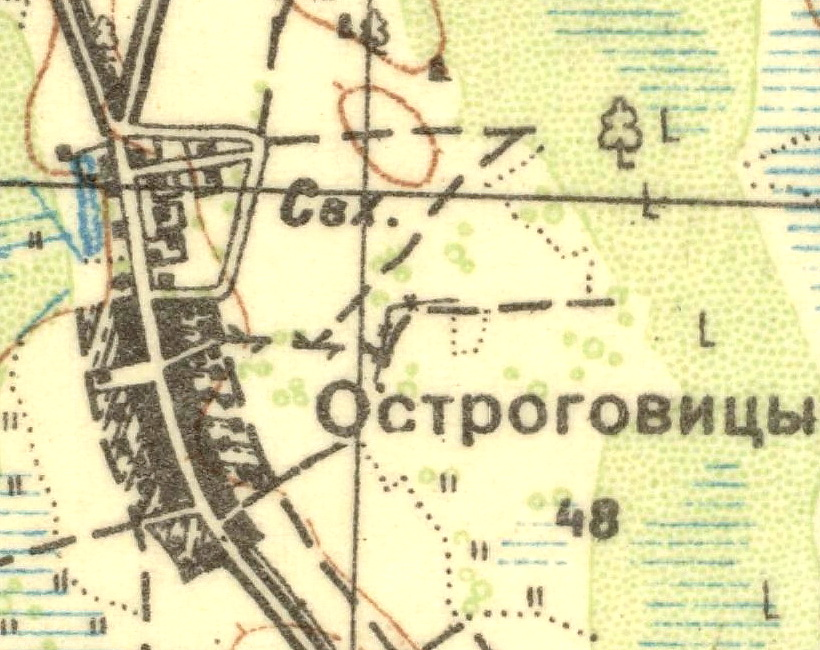
План деревни Остроговицы. 1930 год

Согласно топографической карте 1930 года деревня насчитывала 48 дворов. На территории бывшей мызы был организован совхоз «Остроговицы».
С 1931 года в составе Волосовского района.
По данным 1933 года деревня Остроговицы входила в состав Молосковицкого сельсовета Волосовского района.
C 1 августа 1941 года по 31 декабря 1943 года деревня находилась в оккупации.
В 1958 году был образован совхоз «имени Ленина», центральная усадьба которого располагалась в деревне Остроговицы, позже его переименовали в совхоз (затем — АОЗТ) «Остроговицы», ныне — ОАО «Остроговицы».
С 1963 года в составе Кингисеппского района.
С 1965 года вновь в составе Волосовского района. В 1965 году население деревни Остроговицы составляло 453 человека.
По данным 1966 года деревня Остроговицы также находилась в составе Молосковицкого сельсовета.
По данным 1973 года посёлок Остроговицы являлся административным центром Остроговицкого сельсовета Волосовского района.
По данным 1990 года посёлок Остроговицы находился в составе Остроговицкого сельсовета с административным центром в посёлке Курск.
В 1997 году в посёлке Остроговицы проживали 205 человек, посёлок относился к Остроговицкой волости с центром в посёлке Курск, в 2002 году — 231 человек (русские — 89 %).
В 2007 году в нём проживало 189 человек, в 2010 году — также 189, в 2013 году — 192 человека.
В мае 2019 года посёлок вошёл в состав Большеврудского сельского поселения.

## География
Посёлок расположен в западной части района на автодороге 41А-187 (Пружицы — Красный Луч).
Расстояние до административного центра поселения — 7 км.
Расстояние до ближайшей железнодорожной станции Молосковицы — 2 км.

## Демография
| 2002 | 2007 | 2010 | 2014 | 2017 |
| ---- | ---- | ---- | ---- | ---- |
| 231  | ↘189 | →189 | ↗192 | ↘187 |

### Национальный состав
Согласно данным Всероссийской переписи населения 2021 года в посёлке проживали 270 человек, из них:
 русские — 265, украинцы — 2, белорусы — 1, башкиры — 1, эстонцы  — 1 человек.